# Hardangervidda nationalpark
Hardangervidda er et naturområde i Viken, Vestfold og Telemark og Vestland fylker. Området strækker sig fra Røldal i Odda kommune i syd til Finsedalen ved Bergensbanen i nord. Hardangervidda ligger generelt i en højde af 1.100-1.200 meter over havet. Men i nord hæver Hardangerjøkulen sig til næsten 1.900 meter i vejret, og i syd ligger ved Røldal det op til 1.674 meter høje Nupsegga. 
Af Hardangervidda er et 3.422 kvadratkilometer stort område fredet. Der er tale om Norges største nationalpark, som Parken, som blev oprettet i 1981. Parken strækker sig fra Numedal og Uvdal i øst og Røvelseggi i Ullensvang i vest.
Nationalparken repræsenterer et særlig værdifuldt højfjeldsområde. Den er vigtig som tilholdssted for Europas største vilde stamme af rensdyr og er den sydligste udpost for fjeldræv, sneugle og mange andre arter af arktiske planter og dyr. Nationalparken er også kendt for sine talrige søer og elve med god bestand af fjeldørred. 
Hardangervidda er populært blandt vandrere, og Den Norske Turistforening (DNT) har mange turisthytter der, hvoraf Nogle hytter er med betjening andre uden.. Noget, som er populært i påsken, er at gå fra hytte til hytte på Hardangervidda. 
Hardengerviddas højeste punkt er det 1.721 meter høje Sandfloeggi. Andre toppe er Hårteigen (1.690 meter), Nupsegga (1.674 meter) og Solfonn (1.674 meter).